# Graham McTavish
Graham James McTavish (Glasgow, 4 januari 1961) is een Schots televisie-, film- en stemacteur. Zijn grootste bekendheid kreeg hij door zijn rol als de dwerg Dwalin in de Hobbit-trilogie van regisseur Peter Jackson en zijn rol als Dougal MacKenzie in de serie Outlander.

## Filmografie
| Jaar      | Film                                      | Rol                  | Opmerkingen    |
| --------- | ----------------------------------------- | -------------------- | -------------- |
| 1988      | For Queen & Country                       | Luitenant            |                |
| 1989      | Erik the Viking                           | Thangbrand           | stem           |
| 1996      | The Wind in the Willows                   | Dronken Wezel        |                |
| 1999      | Macbeth                                   | Banquo               |                |
| 1998      | Merlijn                                   | Rengal               |                |
| 1999      | King Lear                                 | Hertog van Albany    |                |
| 2003      | Ali G Indahouse                           | Politieagent         |                |
| 2003      | dot the i                                 | Detective            |                |
| 2008      | King Arthur                               | Roman Agent          |                |
| 2008      | Rambo                                     | Lewis                |                |
| 2008      | Sisterhood                                | Martin               |                |
| 2009      | Hulk Vs.                                  | Loki                 | stem           |
| 2009      | Green Street 2: Stand Your Ground         | Oude Marc Turner     |                |
| 2009      | Middle Men                                | Ivan Sokoloff        |                |
| 2009      | Panance                                   | Greeves              |                |
| 2009      | Uncharted 2: Among Thieves                | Zoran Lazarević      | Motion capture |
| 2009      | Pandemic                                  | Kapitein Riley       |                |
| 2010      | Dante's Inferno: An Animated Epic         | Dante                | stem           |
| 2010      | Secretariat                               | Earl Jansen          |                |
| 2011      | Dead Space: Aftermath                     | Kapitein Campbell    | stem           |
| 2011      | Uncharted 3: Drake's Deception            | Charlie Cutter       | Motion capture |
| 2011      | Colombiana                                | Head Marshall Warren |                |
| 2011      | The Wicker Tree                           | Sir Lachlan Morrison |                |
| 2012      | The Hobbit: An Unexpected Journey         | Dwalin               |                |
| 2013      | The Hobbit: The Desolation of Smaug       | Dwalin               |                |
| 2014      | The Hobbit: The Battle of the Five Armies | Dwalin               |                |
| 2014-2020 | Outlander                                 | Dougal MacKenzie     |                |
| 2022      | House of the Dragon                       | Harrold Westerling   |                |